# Michał Ksawery Sapieha
Michał Ksawery Sapieha herbu Lis (ur. 3 grudnia 1735 w Wysokiem, zm. 24 listopada 1766 w Białymstoku) – generał major wojsk litewskich, krajczy wielki litewski, starosta puński.

## Życiorys
Był synem Kazimierza Leona i Karoliny z Radziwiłłów, bratankiem biskupa Józefa Stanisława i Michała Antoniego, bratem Aleksandra Michała i Anny.
Osierocony przez ojca w wieku trzech lat miał pozostać przy stryju Józefie Stanisławie i matce. Uciekłszy od matki do drugiego stryja Michała Antoniego, zostaje przez niego oddany na wychowanie Michałowi F. Czartoryskiemu. 
Jako pułkownik buławy polnej otrzymuje 12 kwietnia 1756 patent na generała majora. W 1758 posłuje na sejm. Dzięki zbliżeniu stryja Michała Antoniego do Michała Kazimierza Radziwiłła uzyskuje 20 września 1759 nominację na krajczego wielkiego litewskiego, a 3 sierpnia tegoż roku Order Orła Białego. Po burdzie wywołanej na sali sądowej w Mińsku 1 lutego 1760 na jego rozkaz stracono znanego warchoła i najbliższego przyjaciela Karola Radziwiłła „Panie Kochanku”, Michała Wołodkowicza.
Poseł na sejm nadzwyczajny  1761 roku z powiatu starodubowskiego. W latach 1761–1764 związał się ze stronnictwem przeciwników Familii, w szczególności z hetmanem Janem Klemensem Branickim. Jako poseł z powiatu słonimskiego na sejm konwokacyjny 7 maja 1764 roku podpisał manifest, uznający odbywający się w obecności wojsk rosyjskich sejm za nielegalny.
Po wyborze Stanisława Augusta Poniatowskiego uzyskał od Michałowi F. Czartoryskiego obietnicę przebaczenia poprzedniej postawy w zamian za poparcie elekcji odpowiednich posłów (luty 1766). 
Rodziny nie założył.
Zmarł 24 listopada 1766 w Białymstoku.